# Giacomo II Cavalcabò
Giacomo II Cavalcabò (né à Crémone et mort à Bardi le 29 novembre 1321) est un homme politique italien, issu de la famille guelfe de Crémone. Au début du XIVe siècle, il fut seigneur de Crémone, prenant le pouvoir en 1315

## Biographie

Armoiries des

Il est le fils d'Ugolino, exilé de Crémone en raison de la domination gibeline d'Oberto II Pallavicino sur la ville. En 1306, les guelfes d'Asola l'appellent pour chasser les Gibelins locaux. Une fois entré dans le bourg, il s'empare du château et se proclame seigneur.
Il exerce la fonction de podestat à Brescia, Milan (1307) et Parme (1308). En 1316, il parvient à contrer la domination des Scaligeri sur la ville de Brescia et Giacomo avance jusqu'à la conquête de Castel Goffredo.
Il est en guerre avec son beau-frère Ponzino Ponzoni pour le contrôle de Crémone, dont il est chassé de la ville en 1317. Après la conquête de Crémone par les Visconti, Giacomo Cavalcabò rassemble un groupe de guelfes de Brescia, de Bologne et de Florence et assiège Bardi, où il trouve la mort en 1322 en combattant contre Galeazzo I Visconti.

## Descendance
Giacomo épousa Maria Ponzoni, sœur de Ponzino, ennemi des Cavalcabò, avec qui il eut trois enfants :
- Marsiglio (?-1404)
- Giberto
- Guglielmo, podestat